# Walter Allward
Walter Seymour Allward (18 novembre 1876 - 24 avril 1955) est un sculpteur canadien.
Il fut probablement le sculpteur de monuments le plus important du Canada du début du XXe siècle.

## Biographie
Né à Toronto le 18 novembre 1876, il a d'abord travaillé comme dessinateur pour une société d'architecture et, par la suite, modelé la terre cuite pour élaborer des panneaux décoratifs pour la Société de Brique de Don Valley.
Sa première œuvre d'envergure est pour la représentation de la Paix pour le Monument de Rébellion du Nord-Ouest au Parc de la Reine (Queen's Park) à Toronto en 1894.
Tandis qu'il exécutait des commandes pour des portraits (le Monument Simcoe (1896-1903), Oliver Mowat (1899-1905) et J.S. Macdonald (1907-1909), tous au Parc de la Reine, sa préférence allait pour des interprétations plus allégoriques comme dans son Monument aux morts sud-africains (1904-1910) sur l'Avenue Universitaire à Toronto et le Monument de Baldwin-Lafontaine (1907-1914) sur la Colline du Parlement à Ottawa.
Un de ces premiers grands succès est le Monument Alexander Graham Bell  (1908-1917) à Brantford, en Ontario.
En 1912 il a gagné le projet de mémorial du Roi Édouard VII, à édifier sur la Colline du Parlement, resté inachevé après l'interruption de la Première Guerre mondiale ; seules deux statues, la Vérité (Veritas) et la Justice (Justitia), ont été achevées en 1922 avant son départ en Europe. Mises en dépôt, ce n'est que depuis 1970 que ces dernières vivent une seconde vie érigées devant la Cour suprême d'Ottawa.
La réalisation la plus importante d'Allward est le mémorial de Vimy en honneur des Canadiens tués lors de la Première Guerre mondiale à Vimy, en France. Ce projet l'occupa de 1921 à son inauguration en 1936 à la veille de la Deuxième Guerre mondiale.
Allward était membre de l'Académie royale des arts du Canada.